# Anguilla bengalensis
Anguilla bengalensis är en fiskart som först beskrevs av Gray, 1831.  Anguilla bengalensis ingår i släktet Anguilla och familjen egentliga ålar. IUCN kategoriserar arten globalt som livskraftig.

## Underarter
Arten delas in i följande underarter:
- A. b. bengalensis
- A. b. labiata

## Bildgalleri

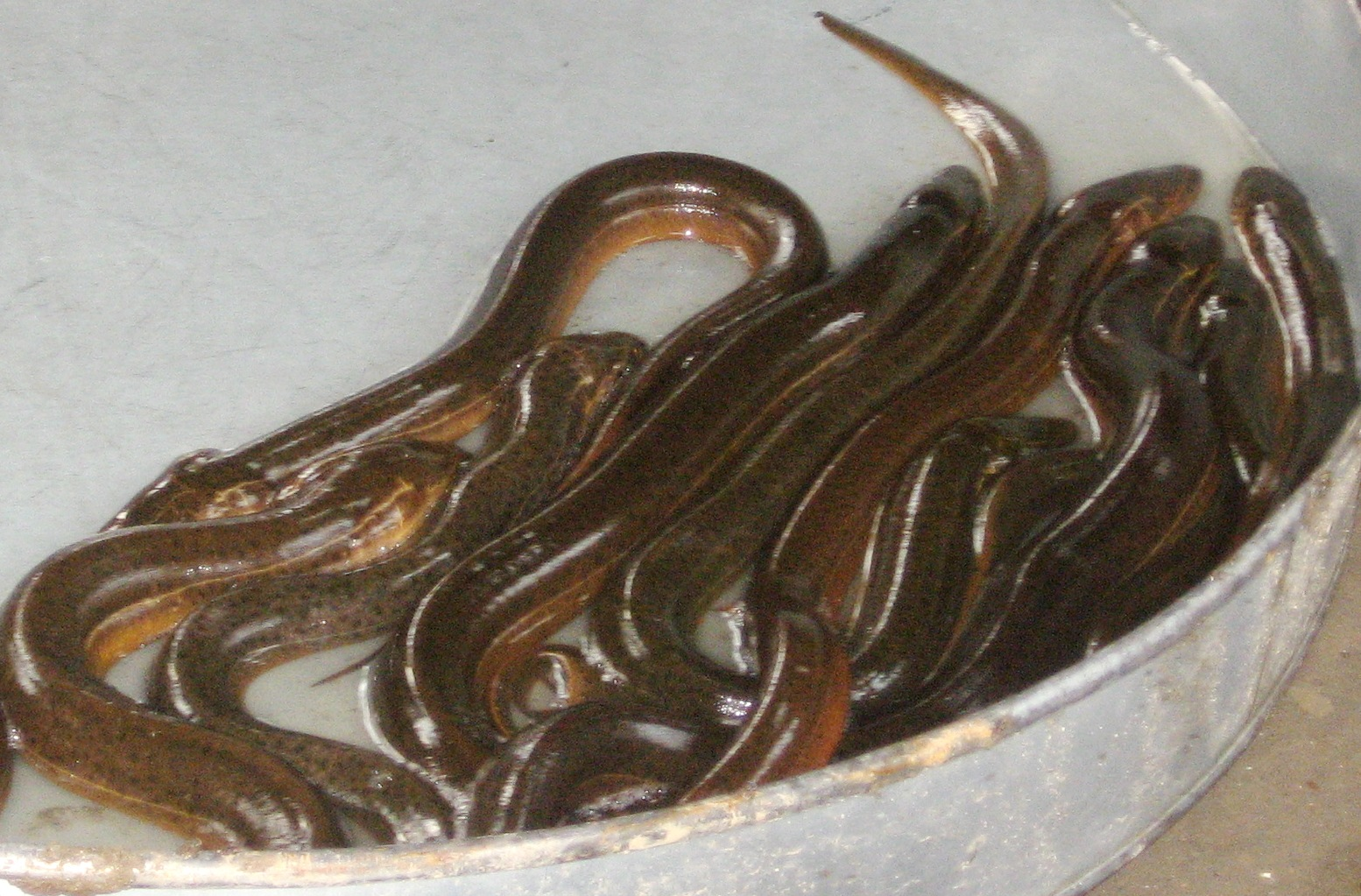